# 핵과
핵과(核果)는 열매의 한 종류이다.
단단한 씨를 다육질이 감싸고 있다. 대개 꽃받침이 씨방 위에 있는 꽃의 심피(心皮)가 발달한 것이다. 핵과의 뚜렷한 특징은 열매의 중심에 꽃의 씨방이 변한 단단한 목질의 핵이 있는 것이다.
커피, 대추, 망고, 올리브, 피스타치오, 호두, 대추야자·코코야자 열매, 벚나무속 나무의 열매인 아몬드, 살구, 버찌, 복숭아, 자두 따위가 핵과이다.

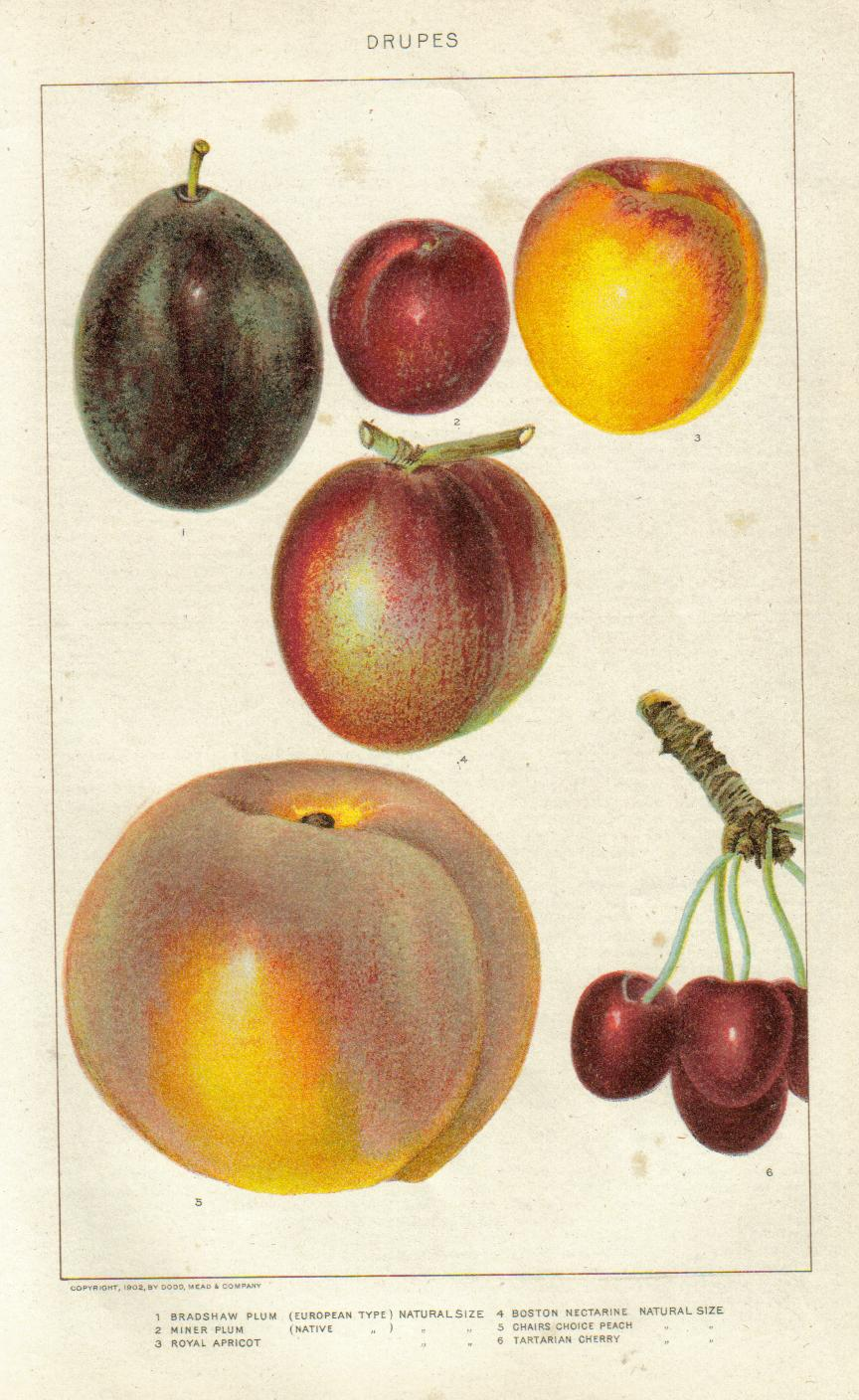
여러 가지 핵과
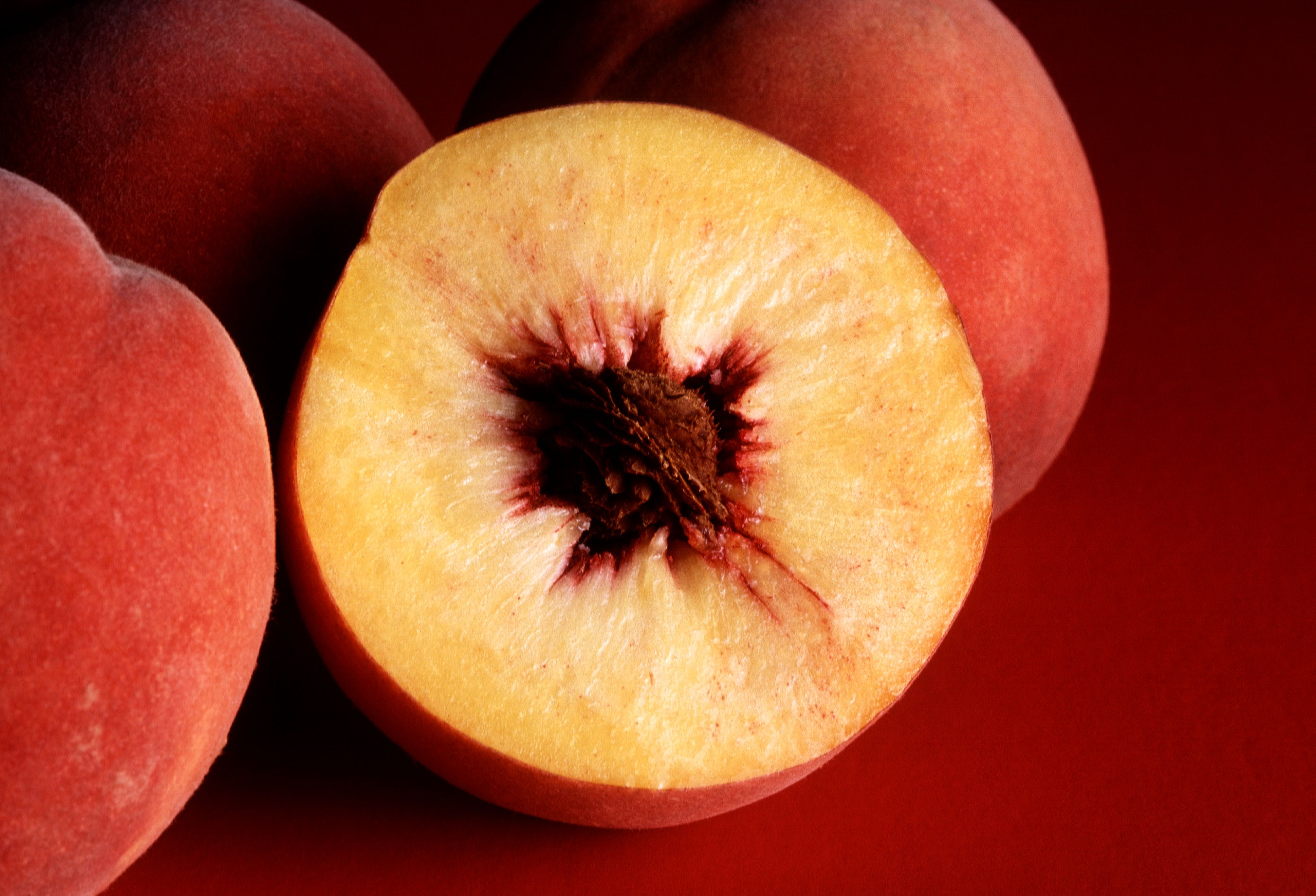
전형적인 핵과인 복숭아.
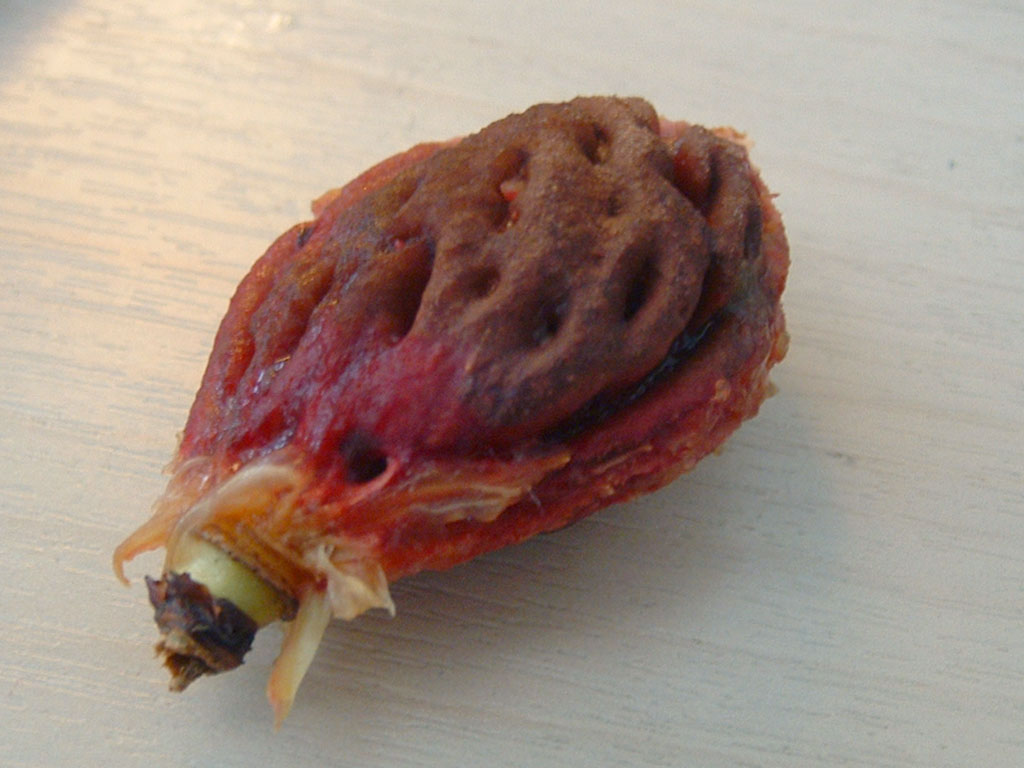
복숭아의 핵인 씨.

## 같이 보기
- 열매